# Port lotniczy José María Córdova
Port lotniczy José María Córdova – międzynarodowy lotnisko położony 30 km od Medellín. Jest jednym z największych portów lotniczych w Kolumbii. W 2006 obsłużył 2,1 mln pasażerów.

## Linie lotnicze i połączenia

### Międzynarodowe
- Copa Airlines Colombia (Panama, Caracas)
- American Airlines (Miami)
- Avianca (Miami, Nowy Jork-JFK)
- LAN Airlines
  - LAN Perú (Lima, Quito)
- Copa Airlines (Panama)
- TACA
  - TACA Peru (Lima)

### Krajowe
- Copa Airlines Colombia (Bogotá, San Andrés Island)
- Avianca (Barranquilla, Bogotá, Cali, Cartagena, Santa Marta)
  - Sociedad Aeronáutica de Medellín (Bogotá, Cali, San Andrés [sezonowo])
- Satena (San Andrés)

### Cargo
- AeroSucre
- Gemini Air Cargo
- Polar Air Cargo
- Florida West International Airways
- Tampa Cargo
- Líneas Aéreas Suramericanas
- LAN Cargo
- Tradewings Cargo
- Kalitta Air
- MasAir